# Jamaal Charles
Pour les articles homonymes, voir Charles.
(en) Statistiques sur pro-football-reference
Jamaal RaShaad Jones Charles, né le 27 décembre 1986 à Port Arthur (Texas), est un joueur américain de football américain évoluant au poste de running back.

## Biographie

### Carrière universitaire
Étudiant à l'université du Texas à Austin à partir de 2005, il pratique en même temps l'athlétisme et le football américain avec les Longhorns du Texas. En 2006, il court notamment le 100 mètres en 10,13 secondes et les 200 mètres en 20,62. Après deux ans à partager son temps entre les deux disciplines, il décide d'arrêter l'athlétisme pour se consacrer exclusivement au football américain après deux saisons où il n'a pas réussi à atteindre les 1000 yards à la course. En 2007, il dépasse les 1400 yards à la course, dont 290 yards lors d'un seul match face aux Cornhuskers du Nebraska, et obtient une moyenne de 6 yards par course.
À la fin de cette saison, il décide de mettre prématurément fin à ses études et de se présenter à la draft de la NFL.

### Carrière professionnelle
Jamaal Charles est sélectionné en 2008 à la 73e place (troisième tour) par les Chiefs de Kansas City, une sélection tardive alors que plusieurs observateurs lui prédisaient plutôt d'être drafté au premier ou au deuxième tour.
Pour sa première saison, il est désigné troisième running back de l'équipe, derrière Larry Johnson et Kolby Smith et joue notamment comme kick returner. Il ne réalise que 67 courses cette année-là pour 357 yards, mais ce qui impressionne vraiment est sa très bonne moyenne de yards par course, avec 5,3. En 2009, il devient running back titulaire après le renvoi de Larry Johnson avant la 9e journée. Jamaal Charles aide alors l'attaque des Chiefs à se redresser, et il inscrit notamment leur premier touchdown à la course de la saison durant la 10e journée et réalise cinq matchs à plus de 100 yards sur les neuf dernières rencontres. Lors de la dernière journée et une victoire face aux Broncos de Denver, il bat le record du plus grand nombre de yards courus par un Chief en un match avec 259 yards. Il termine la saison avec 190 courses pour 1120 yards, 7 touchdowns et surtout 5,9 yards par course, et devient le premier et seul joueur de l'histoire de la NFL à dépasser les 1000 yards en ayant réalisé moins de 200 courses. Il continue sur une aussi bonne lancée la saison suivante en terminant avec 1467 yards à la course, 468 à la réception et une moyenne de 6,38 yards par course, soit la deuxième meilleure moyenne de l'histoire derrière Jim Brown en 1963. Il devient un running back de plus en plus polyvalent, autant capable de courir que de recevoir et aide fortement son équipe à décrocher le titre de champion de Division AFC Ouest et à finir sur le bilan de 10-6 : il obtient d'ailleurs en fin de saison sa première invitation pour le Pro Bowl.
En 2011, dès le deuxième match de la saison, il est victime d'une rupture du ligament croisé antérieur et est contraint de ne plus jouer de la saison. Malgré une blessure d'une telle gravité, il revient la saison suivante en pleine forme. Les Chiefs, cette année-là, terminent dernière équipe de la saison avec un bilan terrible de 2-14, mais Jamaal est peut-être la seule satisfaction de l'année pour l'équipe : il termine avec plus de 1500 yards parcourus, une moyenne de 5,3 en 285 courses, et surtout il réalise sept matchs à plus de 100 yards, dont deux à plus de 200. Il est même de nouveau invité au Pro Bowl, alors que les votes désavantagent souvent les joueurs des plus mauvaises équipes.
En 2017/2017 : changement d'équipe pour les Broncos de Denver.
Le 30 avril 2019, Charles annonce qu'il signe un contrat cérémonial d'une journée avec les Chiefs afin de pouvoir prendre sa retraite.

## Statistiques par saison
| Année              | Équipe                  | MJ                 |       | Courses | Courses | Courses | Courses |       | Passes réceptionnées | Passes réceptionnées | Passes réceptionnées | Passes réceptionnées |  | Fumbles | Fumbles |
| Année              | Équipe                  | MJ                 | Nb.   | Yards   | Moy.    | TD      | Nb.     | Yards | Moy.                 | TD                   | Nb.                  | Perdus               |  |         |         |
| 2008               | Chiefs de Kansas City   | 16                 | 67    | 357     | 5,3     | 0       | 27      | 272   | 10,1                 | 1                    | 2                    | 2                    |  |         |         |
| 2009               | Chiefs de Kansas City   | 15                 | 190   | 1 120   | 5,9     | 7       | 40      | 297   | 7,4                  | 1                    | 4                    | 3                    |  |         |         |
| 2010               | Chiefs de Kansas City   | 16                 | 230   | 1 467   | 6,4     | 5       | 45      | 468   | 10,4                 | 3                    | 3                    | 2                    |  |         |         |
| 2011               | Chiefs de Kansas City   | 2                  | 12    | 83      | 6,9     | 0       | 5       | 9     | 1,8                  | 1                    | 1                    | 1                    |  |         |         |
| 2012               | Chiefs de Kansas City   | 16                 | 285   | 1 509   | 5,3     | 5       | 35      | 236   | 6,7                  | 1                    | 5                    | 3                    |  |         |         |
| 2013               | Chiefs de Kansas City   | 15                 | 259   | 1 287   | 5       | 12      | 70      | 693   | 9,9                  | 7                    | 4                    | 2                    |  |         |         |
| 2014               | Chiefs de Kansas City   | 15                 | 206   | 1 033   | 5       | 9       | 40      | 291   | 7,3                  | 5                    | 5                    | 3                    |  |         |         |
| 2015               | Chiefs de Kansas City   | 5                  | 71    | 364     | 5,1     | 4       | 21      | 177   | 8,4                  | 1                    | 3                    | 2                    |  |         |         |
| 2016               | Chiefs de Kansas City   | 3                  | 12    | 40      | 3,3     | 1       | 2       | 14    | 7                    | 0                    | 0                    | 0                    |  |         |         |
| 2017               | Broncos de Denver       | 14                 | 69    | 296     | 4,3     | 1       | 23      | 129   | 5,6                  | 0                    | 2                    | 2                    |  |         |         |
| 2018               | Jaguars de Jacksonville | 2                  | 6     | 7       | 1,2     | 0       | 2       | 7     | 3,5                  | 0                    | 0                    | 0                    |  |         |         |
| Totaux en carrière | Totaux en carrière      | Totaux en carrière | 1 407 | 7 563   | 5,4     | 44      | 310     | 2 593 | 8,4                  | 20                   | 29                   | 20                   |  |         |         |